# 4 Heures de Silverstone 2016
Navigation
Édition précédente Édition suivante
Les 4 Heures de Silverstone 2016, disputées le 16 avril 2016 sur le Circuit de Silverstone dans le cadre des 6 Heures de Silverstone, a été la première manche de l'European Le Mans Series 2016.

## Engagés
La liste officielle des engagés était composée de 45 voitures, dont 15 en LMP2, 20 en LMP3 et 9 en LM GTE.

## Course

### Classement de la course
Voici le classement provisoire au terme de la course.
- Les vainqueurs de chaque catégorie sont signalés par un fond jauni.
- Pour la colonne Pneus, il faut passer le curseur au-dessus du modèle pour connaître le manufacturier de pneumatiques.

| Pos  | Classe | no | Écurie                    | Pilotes                                                                   | Châssis                     | Pneus | Tours | Temps               |
| Pos  | Classe | no | Écurie                    | Pilotes                                                                   | Moteur                      | Pneus | Tours | Temps               |
| ---- | ------ | -- | ------------------------- | ------------------------------------------------------------------------- | --------------------------- | ----- | ----- | ------------------- |
| 1    | LMP2   | 38 | G-Drive Racing            | Simon Dolan Harry Tincknell Giedo van der Garde                           | Gibson 015S                 | D     | 118   | 4 h 01 min 45 s 391 |
| 1    | LMP2   | 38 | G-Drive Racing            | Simon Dolan Harry Tincknell Giedo van der Garde                           | Nissan VK45DE 4.5 L V8      | D     | 118   | 4 h 01 min 45 s 391 |
| 2    | LMP2   | 32 | SMP Racing                | Stefano Coletti Julián Leal Andreas Wirth (en)                            | BR Engineering BR01         | D     | 118   | +1 min 35 s 052     |
| 2    | LMP2   | 32 | SMP Racing                | Stefano Coletti Julián Leal Andreas Wirth (en)                            | Nissan VK45DE 4.5 L V8      | D     | 118   | +1 min 35 s 052     |
| 3    | LMP2   | 22 | SO24 ! par Lombard Racing | Vincent Capillaire Olivier Lombard Jonathan Coleman                       | Ligier JS P2                | D     | 117   | + 1 tour            |
| 3    | LMP2   | 22 | SO24 ! par Lombard Racing | Vincent Capillaire Olivier Lombard Jonathan Coleman                       | Judd HK 3.6 L V8            | D     | 117   | + 1 tour            |
| 4    | LMP2   | 40 | Krohn Racing              | Tracy Krohn Niclas Jönsson Björn Wirdheim                                 | Ligier JS P2                | M     | 117   | + 1 tour            |
| 4    | LMP2   | 40 | Krohn Racing              | Tracy Krohn Niclas Jönsson Björn Wirdheim                                 | Nissan VK45DE 4.5 L V8      | M     | 117   | + 1 tour            |
| 5    | LMP2   | 44 | SMP Racing                | Sean Gelael Mitch Evans Antonio Giovinazzi                                | BR Engineering BR01         | D     | 117   | + 1 tour            |
| 5    | LMP2   | 44 | SMP Racing                | Sean Gelael Mitch Evans Antonio Giovinazzi                                | Nissan VK45DE 4.5 L V8      | D     | 117   | + 1 tour            |
| 6    | LMP2   | 34 | Race Performance          | Nicolas Leutwiler James Winslow Franck Mailleux                           | Oreca 03R                   | D     | 116   | + 2 tours           |
| 6    | LMP2   | 34 | Race Performance          | Nicolas Leutwiler James Winslow Franck Mailleux                           | Judd HK 3.6 L V8            | D     | 116   | + 2 tours           |
| 7    | LMP2   | 28 | IDEC Sport Racing         | Paul Lafargue Patrice Lafargue Dimitri Enjalbert                          | Ligier JS P2                | M     | 116   | + 2 tours           |
| 7    | LMP2   | 28 | IDEC Sport Racing         | Paul Lafargue Patrice Lafargue Dimitri Enjalbert                          | Judd HK 3.6 L V8            | M     | 116   | + 2 tours           |
| 8    | LMP2   | 41 | Greaves Motorsport        | Memo Rojas Julien Canal Kuba Giermaziak (en)                              | Ligier JS P2                | D     | 115   | + 3 tours           |
| 8    | LMP2   | 41 | Greaves Motorsport        | Memo Rojas Julien Canal Kuba Giermaziak (en)                              | Nissan VK45DE 4.5 L V8      | D     | 115   | + 3 tours           |
| 9    | LMP2   | 23 | Panis-Barthez Compétition | Fabien Barthez Timothé Buret Paul-Loup Chatin                             | Ligier JS P2                | M     | 114   | + 4 tours           |
| 9    | LMP2   | 23 | Panis-Barthez Compétition | Fabien Barthez Timothé Buret Paul-Loup Chatin                             | Nissan VK45DE 4.5 L V8      | M     | 114   | + 4 tours           |
| 10   | LMP2   | 25 | Algarve Pro Racing        | Michael Munemann Chris Hoy Parth Ghorpade                                 | Ligier JS P2                | D     | 114   | + 4 tours           |
| 10   | LMP2   | 25 | Algarve Pro Racing        | Michael Munemann Chris Hoy Parth Ghorpade                                 | Nissan VK45DE 4.5 L V8      | D     | 114   | + 4 tours           |
| 11   | LMP3   | 2  | United Autosports         | Alex Brundle Mike Guasch Christian England                                | Ligier JS P3                | M     | 113   | + 5 tours           |
| 11   | LMP3   | 2  | United Autosports         | Alex Brundle Mike Guasch Christian England                                | Nissan VK50VE 5.0 L V8 Atmo | M     | 113   | + 5 tours           |
| 12   | LMP3   | 3  | United Autosports         | Mark Patterson Matthew Bell Wayne Boyd                                    | Ligier JS P3                | M     | 112   | + 6 tours           |
| 12   | LMP3   | 3  | United Autosports         | Mark Patterson Matthew Bell Wayne Boyd                                    | Nissan VK50VE 5.0 L V8 Atmo | M     | 112   | + 6 tours           |
| 13   | LMP3   | 9  | Graff                     | Eric Trouillet Paul Petit Enzo Guibbert                                   | Ligier JS P3                | M     | 112   | + 6 tours           |
| 13   | LMP3   | 9  | Graff                     | Eric Trouillet Paul Petit Enzo Guibbert                                   | Nissan VK50VE 5.0 L V8 Atmo | M     | 112   | + 6 tours           |
| 14   | LMP3   | 19 | Duqueine Engineering      | David Hallyday Dino Lunardi                                               | Ligier JS P3                | M     | 112   | + 6 tours           |
| 14   | LMP3   | 19 | Duqueine Engineering      | David Hallyday Dino Lunardi                                               | Nissan VK50VE 5.0 L V8 Atmo | M     | 112   | + 6 tours           |
| 15   | LMP2   | 48 | Murphy Prototypes         | Damien Faulkner Shaun Balfe (en) Sean Doyle                               | Oreca 03R                   | D     | 112   | + 6 tours           |
| 15   | LMP2   | 48 | Murphy Prototypes         | Damien Faulkner Shaun Balfe (en) Sean Doyle                               | Nissan VK45DE 4.5 L V8      | D     | 112   | + 6 tours           |
| 16   | LMP3   | 6  | 360 Racing                | Terrence Woodward Ross Kaiser James Swift                                 | Ligier JS P3                | M     | 111   | + 7 tours           |
| 16   | LMP3   | 6  | 360 Racing                | Terrence Woodward Ross Kaiser James Swift                                 | Nissan VK50VE 5.0 L V8 Atmo | M     | 111   | + 7 tours           |
| 17   | LMP3   | 8  | Race Performance          | Marcello Marateotto Giorgio Maggi Bert Longin                             | Ligier JS P3                | M     | 110   | + 8 tours           |
| 17   | LMP3   | 8  | Race Performance          | Marcello Marateotto Giorgio Maggi Bert Longin                             | Nissan VK50VE 5.0 L V8 Atmo | M     | 110   | + 8 tours           |
| 18   | LMP3   | 16 | Panis-Barthez Compétition | Éric Debard Valentin Moineault Simon Gachet                               | Ligier JS P3                | M     | 110   | + 8 tours           |
| 18   | LMP3   | 16 | Panis-Barthez Compétition | Éric Debard Valentin Moineault Simon Gachet                               | Nissan VK50VE 5.0 L V8 Atmo | M     | 110   | + 8 tours           |
| 19   | LMP3   | 15 | RLR Msport                | Morten Dons (en) Ossy Yusuf                                               | Ligier JS P3                | M     | 109   | + 9 tours           |
| 19   | LMP3   | 15 | RLR Msport                | Morten Dons (en) Ossy Yusuf                                               | Nissan VK50VE 5.0 L V8 Atmo | M     | 109   | + 9 tours           |
| 20   | LMGTE  | 99 | Aston Martin Racing       | Andrew Howard Darren Turner Alex MacDowall                                | Aston Martin V8 Vantage GTE | D     | 109   | + 9 tours           |
| 20   | LMGTE  | 99 | Aston Martin Racing       | Andrew Howard Darren Turner Alex MacDowall                                | Aston Martin 4.5 L V8       | D     | 109   | + 9 tours           |
| 21   | LMGTE  | 56 | AT Racing                 | Alexander Talkanitsa, Sr. Alexander Talkanitsa, Jr. Alessandro Pier Guidi | Ferrari 458 Italia GT2      | D     | 109   | + 9 tours           |
| 21   | LMGTE  | 56 | AT Racing                 | Alexander Talkanitsa, Sr. Alexander Talkanitsa, Jr. Alessandro Pier Guidi | Ferrari 4.5 L V8            | D     | 109   | + 9 tours           |
| 22   | LMGTE  | 96 | Aston Martin Racing       | Roald Goethe Stuart Hall Richie Stanaway                                  | Aston Martin V8 Vantage GTE | D     | 109   | + 9 tours           |
| 22   | LMGTE  | 96 | Aston Martin Racing       | Roald Goethe Stuart Hall Richie Stanaway                                  | Aston Martin 4.5 L V8       | D     | 109   | + 9 tours           |
| 23   | LMP3   | 24 | OAK Racing                | Jacques Nicolet Pierre Nicolet                                            | Ligier JS P3                | M     | 108   | + 10 tours          |
| 23   | LMP3   | 24 | OAK Racing                | Jacques Nicolet Pierre Nicolet                                            | Nissan VK50VE 5.0 L V8 Atmo | M     | 108   | + 10 tours          |
| 24   | LMGTE  | 55 | AF Corse                  | Duncan Cameron Matt Griffin Aaron Scott                                   | Ferrari 458 Italia GT2      | D     | 108   | + 10 tours          |
| 24   | LMGTE  | 55 | AF Corse                  | Duncan Cameron Matt Griffin Aaron Scott                                   | Ferrari 4.5 L V8            | D     | 108   | + 10 tours          |
| 25   | LMP3   | 20 | Duqueine Engineering      | Romain Iannetta Maxime Pialat Eric Clement                                | Ligier JS P3                | M     | 108   | + 10 tours          |
| 25   | LMP3   | 20 | Duqueine Engineering      | Romain Iannetta Maxime Pialat Eric Clement                                | Nissan VK50VE 5.0 L V8 Atmo | M     | 108   | + 10 tours          |
| 26   | LMGTE  | 60 | Formula Racing            | Johnny Laursen Mikkel Mac Christina Nielsen                               | Ferrari 458 Italia GT2      | D     | 108   | + 10 tours          |
| 26   | LMGTE  | 60 | Formula Racing            | Johnny Laursen Mikkel Mac Christina Nielsen                               | Ferrari 4.5 L V8            | D     | 108   | + 10 tours          |
| 27   | LMGTE  | 88 | Proton Competition        | Gianluca Roda Christian Ried Richard Lietz                                | Porsche 911 RSR             | D     | 108   | + 10 tours          |
| 27   | LMGTE  | 88 | Proton Competition        | Gianluca Roda Christian Ried Richard Lietz                                | Porsche 4.0 L Flat-6        | D     | 108   | + 10 tours          |
| 28   | LMGTE  | 51 | AF Corse                  | Piergiuseppe Perazzini Marco Cioci Rui Águas                              | Ferrari 458 Italia GT2      | D     | 108   | + 10 tours          |
| 28   | LMGTE  | 51 | AF Corse                  | Piergiuseppe Perazzini Marco Cioci Rui Águas                              | Ferrari 4.5 L V8            | D     | 108   | + 10 tours          |
| 29   | LMP3   | 17 | Ultimate                  | Jean-Baptiste Lahaye François Hériau Matthieu Lahaye                      | Ligier JS P3                | M     | 107   | + 11 tours          |
| 29   | LMP3   | 17 | Ultimate                  | Jean-Baptiste Lahaye François Hériau Matthieu Lahaye                      | Nissan VK50VE 5.0 L V8 Atmo | M     | 107   | + 11 tours          |
| 30   | LMGTE  | 77 | Proton Competition        | Mike Hedlund Wolf Henzler Marco Seefried                                  | Porsche 911 RSR             | D     | 107   | + 11 tours          |
| 30   | LMGTE  | 77 | Proton Competition        | Mike Hedlund Wolf Henzler Marco Seefried                                  | Porsche 4.0 L Flat-6        | D     | 107   | + 11 tours          |
| 31   | CDNT   | 84 | SRT41 par OAK Racing      | Frédéric Sausset Christophe Tinseau Jean-Bernard Bouvet                   | Morgan LMP2                 | M     | 106   | + 12 tours          |
| 31   | CDNT   | 84 | SRT41 par OAK Racing      | Frédéric Sausset Christophe Tinseau Jean-Bernard Bouvet                   | Nissan VK45DE 4.5 L V8      | M     | 106   | + 12 tours          |
| 32   | LMP3   | 4  | OAK Racing                | Jean-Marc Merlin Erik Maris                                               | Ligier JS P3                | M     | 105   | + 13 tours          |
| 32   | LMP3   | 4  | OAK Racing                | Jean-Marc Merlin Erik Maris                                               | Nissan VK50VE 5.0 L V8 Atmo | M     | 105   | + 13 tours          |
| 33   | LMP3   | 10 | Graff                     | John Falb Sean Rayhall Enzo Potolicchio                                   | Ligier JS P3                | M     | 100   | + 18 tours          |
| 33   | LMP3   | 10 | Graff                     | John Falb Sean Rayhall Enzo Potolicchio                                   | Nissan VK50VE 5.0 L V8 Atmo | M     | 100   | + 18 tours          |
| Abd. | LMP3   | 13 | Inter Europol Competition | Jakub Śmiechowski Jens Petersen                                           | Ligier JS P3                | M     | 107   |                     |
| Abd. | LMP3   | 13 | Inter Europol Competition | Jakub Śmiechowski Jens Petersen                                           | Nissan VK50VE 5.0 L V8 Atmo | M     | 107   |                     |
| Abd. | LMP3   | 11 | Eurointernational         | Giorgio Mondini Andrea Roda Marco Jacoboni                                | Ligier JS P3                | M     | 97    |                     |
| Abd. | LMP3   | 11 | Eurointernational         | Giorgio Mondini Andrea Roda Marco Jacoboni                                | Nissan VK50VE 5.0 L V8 Atmo | M     | 97    |                     |
| Abd. | LMP2   | 29 | Pegasus Racing            | Inès Taittinger Rémy Striebig Léo Roussel                                 | Morgan LMP2                 | M     | 90    |                     |
| Abd. | LMP2   | 29 | Pegasus Racing            | Inès Taittinger Rémy Striebig Léo Roussel                                 | Nissan VK45DE 4.5 L V8      | M     | 90    |                     |
| Abd. | LMP2   | 21 | DragonSpeed               | Henrik Hedman Nicolas Lapierre Ben Hanley                                 | Oreca 05                    | D     | 63    |                     |
| Abd. | LMP2   | 21 | DragonSpeed               | Henrik Hedman Nicolas Lapierre Ben Hanley                                 | Nissan VK45DE 4.5 L V8      | D     | 63    |                     |
| Abd. | LMP3   | 14 | Murphy Prototypes         | Michael Cullen Tony Ave (en) Doug Peterson                                | Ginetta-Juno P3-15          | M     | 29    |                     |
| Abd. | LMP3   | 14 | Murphy Prototypes         | Michael Cullen Tony Ave (en) Doug Peterson                                | Nissan VK50VE 5.0 L V8 Atmo | M     | 29    |                     |
| Abd. | LMP3   | 18 | M.Racing - YMR            | Thomas Laurent Yann Ehrlacher Alexandre Cougnaud                          | Ligier JS P3                | M     | 23    |                     |
| Abd. | LMP3   | 18 | M.Racing - YMR            | Thomas Laurent Yann Ehrlacher Alexandre Cougnaud                          | Nissan VK50VE 5.0 L V8 Atmo | M     | 23    |                     |
| Abd. | LMP3   | 5  | By Speed Factory          | Tom Jackson Álvaro Fontes Jesús Fuster                                    | Ligier JS P3                | M     | 22    |                     |
| Abd. | LMP3   | 5  | By Speed Factory          | Tom Jackson Álvaro Fontes Jesús Fuster                                    | Nissan VK50VE 5.0 L V8 Atmo | M     | 22    |                     |
| Abd. | LMP3   | 7  | Villorba Corse            | Roberto Lacorte Giorgio Sernagiotto Niccolò Schirò                        | Ligier JS P3                | M     | 19    |                     |
| Abd. | LMP3   | 7  | Villorba Corse            | Roberto Lacorte Giorgio Sernagiotto Niccolò Schirò                        | Nissan VK50VE 5.0 L V8 Atmo | M     | 19    |                     |
| Abd. | LMP2   | 33 | Eurasia Motorsport        | Pu Jun Jin (en) Nick de Bruijn Tristan Gommendy                           | Oreca 05                    | D     | 11    |                     |
| Abd. | LMP2   | 33 | Eurasia Motorsport        | Pu Jun Jin (en) Nick de Bruijn Tristan Gommendy                           | Nissan VK45DE 4.5 L V8      | D     | 11    |                     |
| Abd. | LMP2   | 46 | Thiriet par TDS Racing    | Pierre Thiriet Mathias Beche Ryō Hirakawa                                 | Oreca 05                    | D     | 11    |                     |
| Abd. | LMP2   | 46 | Thiriet par TDS Racing    | Pierre Thiriet Mathias Beche Ryō Hirakawa                                 | Nissan VK45DE 4.5 L V8      | D     | 11    |                     |
| Ex.  | LMGTE  | 66 | JMW Motorsport            | Robert Smith Rory Butcher (en) Andrea Bertolini                           | Ferrari 458 Italia GT2      | D     | 110   |                     |
| Ex.  | LMGTE  | 66 | JMW Motorsport            | Robert Smith Rory Butcher (en) Andrea Bertolini                           | Ferrari 4.5 L V8            | D     | 110   |                     |

- Note : la Ferrari 458 Italia GT2 n°66 de l'écurie JMW Motorsport a été exclue pour cause de non-respect du règlement technique[3].

## Pole position et record du tour
- Pole position : Mathias Beche sur n°46 Thiriet par TDS Racing en 2 min 06 s 471
- Meilleur tour en course : Paul-Loup Chatin sur n°23 Panis-Barthez Compétition en 1 min 50 s 426 au 19e tour.

## Tours en tête
Tours en tête
- no 38 Gibson 015S - G-Drive Racing : 96 tours (1-44 / 65-71 / 74-118)
- no 23 Ligier JS P2 - Panis-Barthez Compétition : 22 tours (45-64 / 72-73)

## À noter
- Longueur du circuit : 5,901 km
- Distance parcourue par les vainqueurs : 696,318 km